# Albrecht Pfister
Pour concerne l'imprimeur et l'éditeur ; pour le mathématicien, voir Albrecht Pfister (mathématicien).

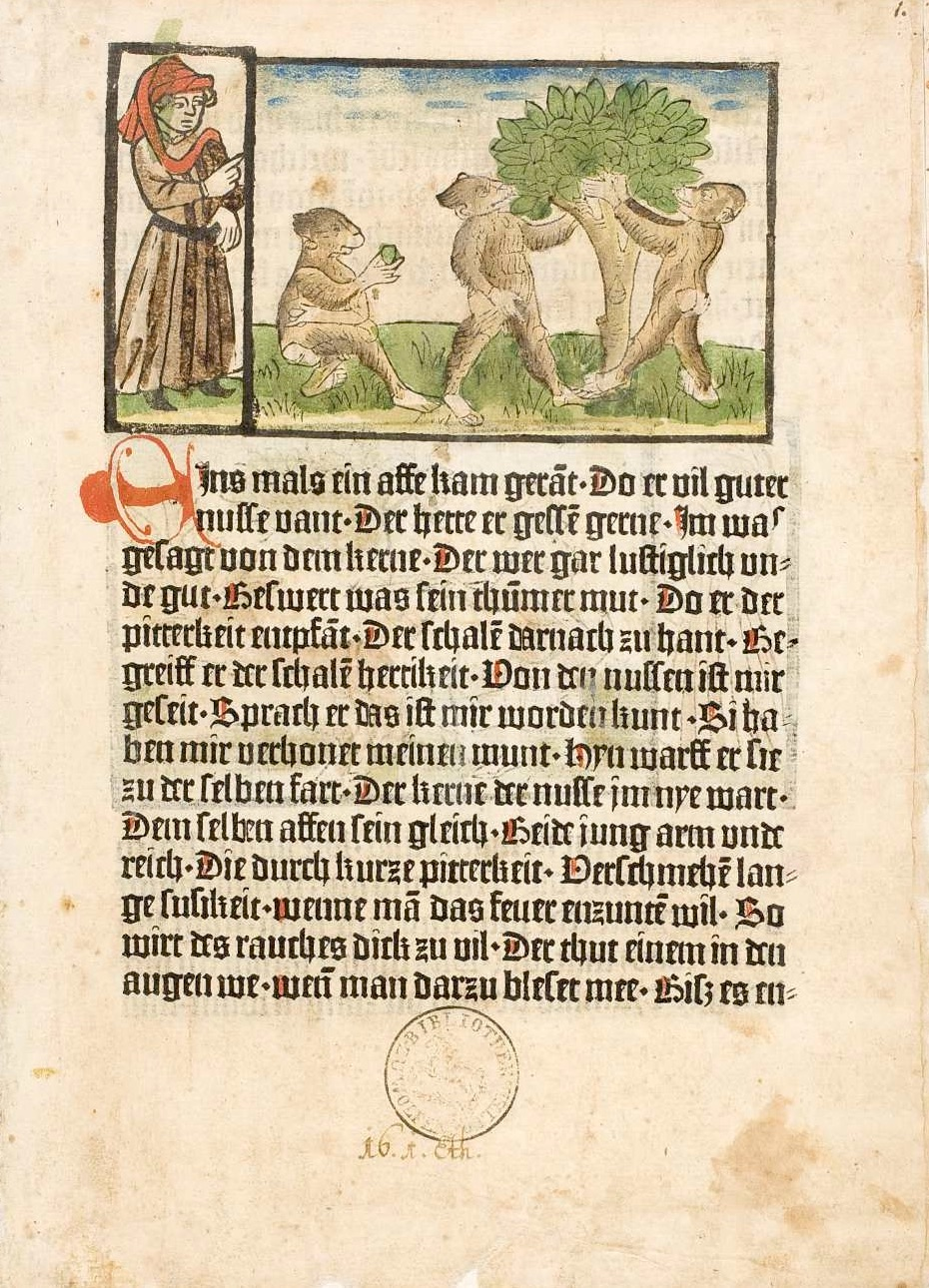
Première page du Edelstein, imprimé par Albrecht Pfister à Bamberg en 1461.

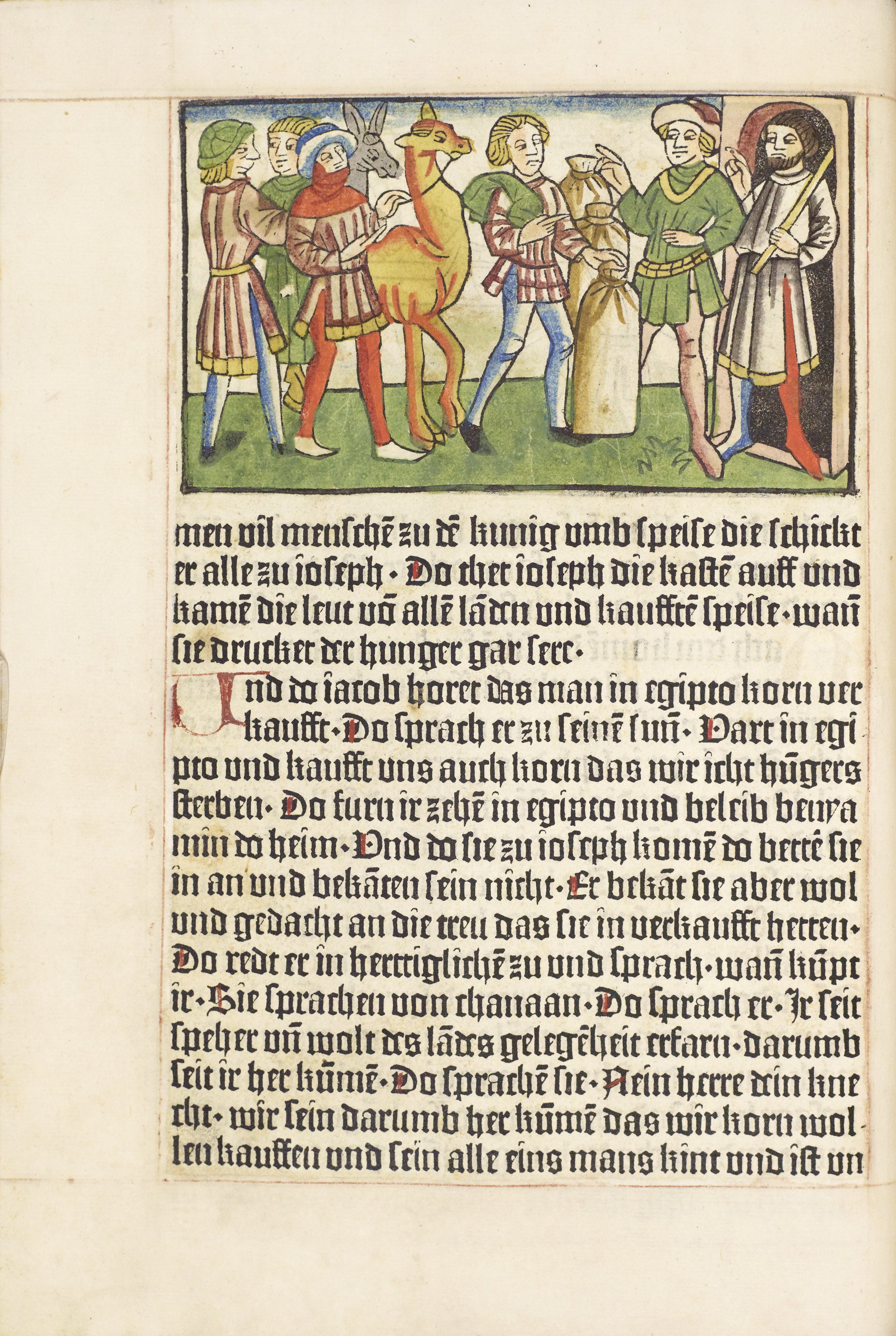
Une page des Historien

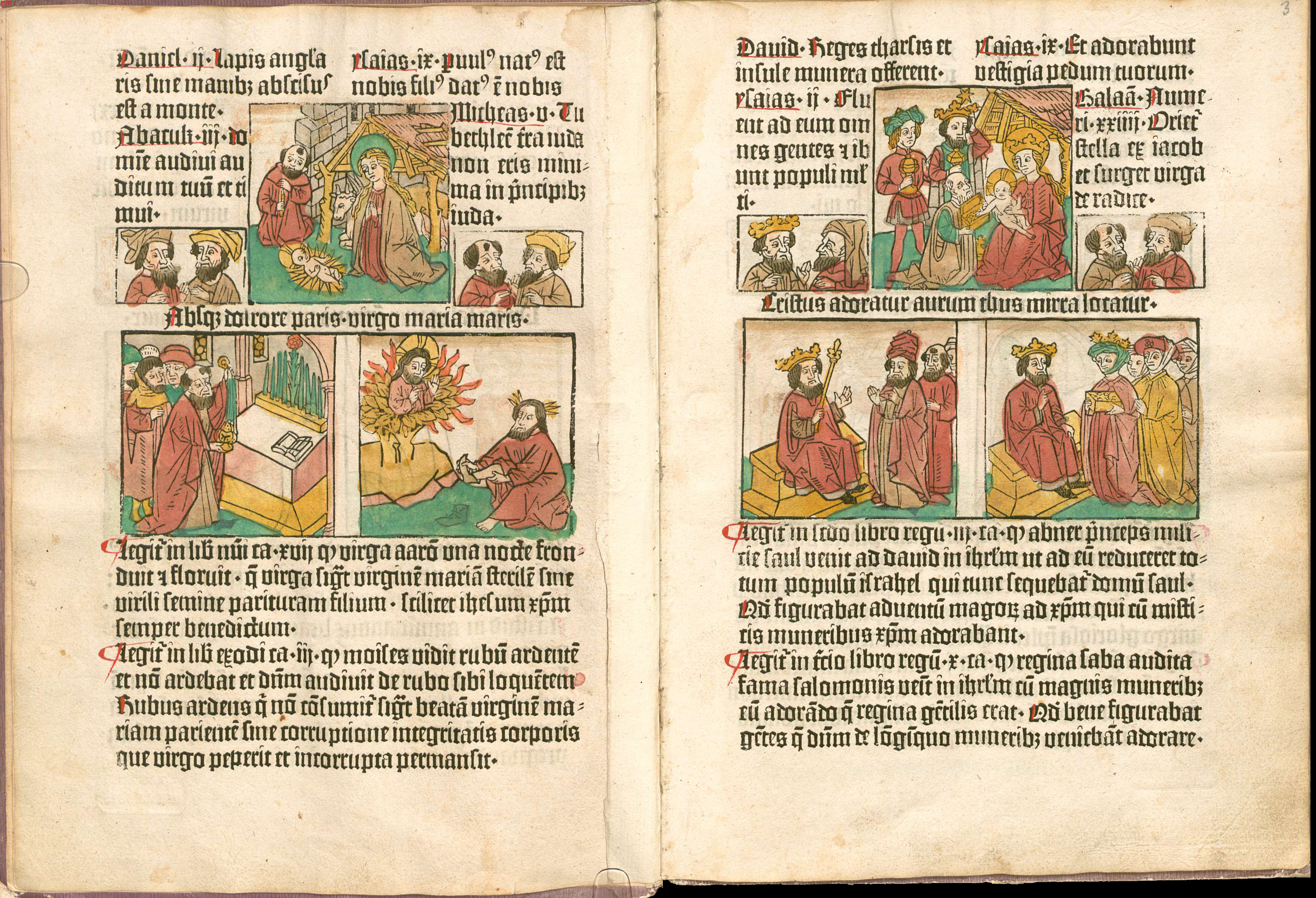
Une double page de la Biblia_Pauperum.

Albrecht Pfister, né vers 1420 et mort avant le 13 avril 1466, est un imprimeur et éditeur travaillant à  Bamberg. Il est le premier imprimeur actif à l'extérieur de Mainz. Il est aussi le premier à combiner les impressions en caractères mobiles avec des images gravés sur bois (xylographies).

## Biographie
On sait peu de choses de la vie d'Albrecht Pfister. Il était graveur et imprimeur de lettres avant d'apprendre l'impression de livres, et est documenté par une première œuvre imprimée en 1462 à Bamberg. Son domicile à Bamberg était située là où se trouve actuellement le Sonnenplätzchen 2, propriété ultérieurement de Pankraz Wagner (de).
La comparaison des caractères typographiques de Pfister avec des œuvres imprimés antérieurement suggère qu'il avait déjà installé à la fin des années 1450 une officine à Bamberg. Il était membre du clergé à  Bamberg en 1448, et a eu des relations avec Georg von Schaumberg en ces temps. Pfister était secrétaire au service de l'archidiocèse de Bamberg en 1460, et de Georg von Schaumberg qui, en 1459, devient prince-évêque de Bamberg. Des études récentes indiquent que Pfister est plutôt un éditeur qu'un imprimeur.

## Œuvres attribuées
Les ouvrages produits par l'officine d'Albrecht Pfister, sont abondamment illustrés des gravures sur bois conçus par deux artistes maîtres dans leur métier. Ils font que Bamberg est connu, à côté de Mayence, comme un lieu d'origine important pour le développement ultérieur des techniques d'impression et comme centre de production d'incunables en langue allemande.
Le Gesamtkatalog der Wiegendrucke attribue à Pfister 9 ouvrages, le Incunabula Short Title Catalogue en liste 10. Aux variantes près, ce sont :
- deux éditions du Der Ackermann aus Böhmen, un ouvrage religieux populaire, en allemand, dont c'est la première impression, une en 1461, l'autre en 1470 utilisant les mêmes caractères typographiques.
- deux éditions du Der Edelstein en allemand. Le 14 février 1461 en est achevé la première impression. Der Edelstein est une sélection de fables d'Ésope choisies  par Ulrich Boner (de) et traduites en allemand vers 1330. Ce livre est considéré comme le premier livre imprimé en langue allemande ; il est abondamment illustré de gravures sur bois.
- trois éditions de la Biblia pauperum en allemand (1462 et 1463)
- une Historie von Joseph, Daniel, Judith und Esther en allemand (1462)
- une édition du Bélial de Jacobus de Teramo  (1464) édition illustrée en allemand du poème  en latin de 1382
- la Biblia sacra en latin (B36)[3],[4],[5],[6].

## B36
Vers 1460 a été imprimé à Bamberg une  Biblia sacra vulgata  à 36 lignes par page, dans le jeu de caractères de Pfister, qui (comme pour ses autres documents imprimés) ressemble dans une grande proportion aux  caractères typographiques de  Gutenberg est possible. Ceci a conduit plus tard à suggérer que Pfister pouvait être l'inventeur de l'imprimerie, et a abouti à un différend sur l'attribution de la Bible de Bamberg qui s'était refléter jusque dans les encyclopédies de l'époque, comme dans la Allgemeine Deutsche Biographie. La  Biblia Sacra  de Bamberg n'est conservée que dans de rares exemplaires, la plupart du temps en version incomplète. Elle porte le nom de B36, en analogie à la célèbre B42, la Bible de Gutenberg; le doute sur son origine n'a pas été levé.